# Магрибский кубок обладателей кубков
Магрибский Кубок обладателей Кубков - североафриканский футбольный турнир чемпионов Алжира, Марокко, Туниса и Ливии, проходивший с 1970 по 1975 год. Считается наследником Североафриканского кубка и предшественником Кубка обладателей кубков УНАФ.

## Победители
| Год        | Место проведения | Победитель       |
| ---------- | ---------------- | ---------------- |
| 1970 Обзор | Касабланка       | Ренессанс        |
| 1971 Обзор | Тунис            | Клуб Африкэн     |
| 1972 Обзор | Алжир            | МК Алжир         |
| 1973 Обзор | Касабланка       | Шабаб Мохамедиа  |
| 1974 Обзор | Тунис            | МК Алжир         |
| 1975 Обзор | Касабланка       | Этуаль дю Сахель |

## Клубы=победители
| Место | Клуб             | Побед | Финалов |
| ----- | ---------------- | ----- | ------- |
| 1     | МК Алжир         | 2     | 0       |
| 2     | Клуб Африкэн     | 1     | 2       |
| 3     | Шабаб Мохамедиа  | 1     | 1       |
| 4     | Ренессанс        | 1     | 0       |
| 4     | Этуаль дю Сахель | 1     | 0       |
| 6     | Ла-Марса         | 0     | 1       |
| 6     | УСМ Алжир        | 0     | 1       |
| 6     | ФЮС              | 0     | 1       |

## Страны-победители
| Место | Страна  | Побед | Финалов |
| ----- | ------- | ----- | ------- |
| 1     | Тунис   | 2     | 3       |
| 2     | Марокко | 2     | 2       |
| 3     | Алжир   | 2     | 1       |